# Dillwynia
Dillwynia é um género botânico pertencente à família Fabaceae. É originário da Austrália.
O género foi descrito por James Edward Smith e publicado em Annals of Botany 1: 510. 1805.
Trata-se de um género reconhecido pelo sistema de classificação filogenética Angiosperm Phylogeny Website.

## Espécies
O género tem 59 espécies descritas, das quais 22 são aceites:
- Dillwynia acerosa S.Moore
- Dillwynia acicularis DC.
- Dillwynia brunioides Meissner
- Dillwynia cinerascens R.Br.
- Dillwynia dillwynioides (Meissner) Druce
- Dillwynia divaricata (Turcz.) Benth.
- Dillwynia floribunda Sm.
- Dillwynia glaberrima Sm.
- Dillwynia gracillima (Meisn.) F. Muell.	Accepted	M	TRO
- Dillwynia hispida Lindl.
- Dillwynia juniperina Lodd.
- Dillwynia oreodoxa Blakeley
- Dillwynia parvifolia Sims
- Dillwynia phylicoides A.Cunn.
- Dillwynia prostrata Blakeley
- Dillwynia pungens (Sweet) Lodd.
- Dillwynia ramosissima Benth.
- Dillwynia retorta (Wendl.) Druce
- Dillwynia sericea A.Cunn.
- Dillwynia stipulifera Blakeley
- Dillwynia tenuifolia DC.
- Dillwynia uncinata (Turcz.) J.M.Black